# Конлон Нанкероу
Конлон Ненкероу (27. октобра, 1912 – 10. август 1997) је био композитор америчког порекла, који је живео и радио у Мексику већи део свог живота. Он је постао мексички држављанин 1956. године.
Ненкероу је најбоље запамћен по МIDI формату. Био је један од првих композитора да користите компјутер за музичке инструменте, реализује свој потенцијал да то ради боље од човека. Он је живео већи део свог живота у релативној изолацији, и није постао широко познат до 1980-их.

## Биографија

### Младост
Ненкероу је рођен у Тексаркани, Арканзас. Он је свирао трубу у џез бенду у младости, пре него што учи музику прво у Синсинатију, Охајо , и касније у Бостону, Масачусетс са Роџером Сешенсом, Волтером Пистоном и Николом Слонимским. Он је упознао Арнолда Шенберга током овог кратког боравка у Бостону 1933. године.
У Бостону, Ненкероу це придружио Комунистичкој партији. Када је шпански Грађански рат избио, он је отишао у Шпанију да ступи у бригаду Абрахама Линколна у борби против Франциска Франка. Он је био интерниран у логору Гурс у 1939. години. Након његовог повратка у Сједињене Државе у 1939, он је сазнао, да су његове бригадне колеге тешко обновиле своје америчке пасоше. Након што је провео неко време у Њујорку, Ненкероу се преселио 1940. године у Мексику, да би избегао хаос.
Он је кратко посетио Сједињене америчке Државе у 1947. години, али постао је држављанин Мексика у 1956. години. Његова следећа појава у САД, у Сан Франциско за фестивал Нова америчка музика у 1981. години. Он је живео у граду Las Águilas, Мексико сити, све до своје смрти у узрасту од 84 године. Иако је имао неколико пријатеља међу мексичким композитора, он је у великој мери непознати композитор мексичке музичке институције.

### Као композитор
То је било у Мексику, јер је Ненкероу урадио посао за који је најпознатији данас. Он је већ писао музику у САД, али екстремни технички захтеви за његове композиције је потребно велика брзина извођача, услед којег је на располагању само ретко задовољавајући резултат. Постоји неколико музичара који би могли да анализирају његов рад, потребно је да се пронађе алтернативни начин његова дела постала добра. Узимајући понуду од књиге Хенрија Кауела  Нови музички ресурси, коју је купио у Њујорку у 1939. години, Ненкероу је нашао одговор на клавиру, са својом способношћу да произведе изузетно сложене ритмичке обрасце са брзином далеко изван могућности човека.
Кауел је предложио да, ако је тамо само скала тонова, поред тога, може бити скала за темпо. Ненкероува обавеза да створи музику која ће унети темпо у клавир и, захваљујући његовој двадесет првој композицији за клавир, он је почео да  повећава и смањује темпо у оквиру композиције. (видите Вилијам Дакворт, Причајућа Музика.) Ненкероу је касније рекао да је он био заинтересован за учење електронских ресурса, али да му је Клавир на крају дао више привремене контроле над својом музиком.
Привремено се ослањајући на наслеђе, Ненкероу је отпутовао у Њујорк 1947. године и купио ручно пробијање машина, да му омогући да направи клавирске дирке. Машина је била адаптација се користи у индустријској производњи дирки, и коришћење је веома тежак посао и веома спор. Он је такође прилагодио клавир, побољшао њиховог динамичког опсега,  свој механизам и покрио је чекиће са кожом (један клавир) и металом (у другом), тако да се произведе перкусивни звук. На овом путовању у Њујорк, он је срео Кауела и чуо перформансе Џона Кејџа и Сонате и интерлуде за препарирани клавир (такође под утицајем Кауелових естетика), која ће касније довести до Ненкероуовог скромног експеримента са препарираним клавиром у канцеларији број 30.
Ненкероуове прве композције се комбинују у хармонијски језик и мелодичан мотив раних џез пијаниста, као Арт Тејтум са изузетно сложеним метричким шемама. Првих пет композиција које је направио су се звале Буги-Вуги (касније су добиле име студије бр. 3 А-Е). Његови каснији радови су апстрактни, без јасне референце на неку музику, осим сопственог.
Многи од ових каснијих радова (које се обично називају истраживања) су канони у аугментацији или у диминуцији (тј. prolation канонима). Док већина канона, користећи овај апарат, на пример, Јохан Себастијан Бах, темпос различитих делова у довољно једноставна односа, као што су 2:1, Nancarrow канонима су у много сложенијим односима. У студију бр. 40, на пример, има своје делове у односу е:Пи, док је у истраживање № 37 има дванаест појединачних мелодичним линија, свака креће у другом темпом.